# Daïra d'Ouzellaguen
La daïra d'Ouzellaguen est une circonscription administrative algérienne située dans la wilaya de Béjaïa et la région de Petite Kabylie. Son chef-lieu est situé sur la commune éponyme d'Ouzellaguen.
La daïra regroupe la seule commune d'Ouzellaguen.

## Géographie

### Localisation
|                                   | Chemini             | Chemini |
| Bouzeguène (Wilaya de Tizi Ouzou) | daïra d'Ouzellaguen | Seddouk |
|                                   | Akbou               |         |